# إديسون خيمينيز
إديسون خيمينيز (بالإسبانية: Edison Giménez)‏ (5 أبريل 1981 في باراغواي - ) هو لاعب كرة قدم باراغواياني في مركز الهجوم. شارك مع منتخب باراغواي لكرة القدم. أما مع النوادي، فقد لعب مع أوليمبيا أسونسيون وإنديبندينتي ميديلين وديبورتيفو كالي وسبورتيفو لوكوينو وكولو-كولو ونادي إمبابورا وClub 2 de Mayo ‏ ولا إكويداد ‏ وريونيغرو أغيلاس وديبورتيفو بيريرا.

## وصلات خارجية
- إديسون خيمينيز على موقع قاعدة بيانات كرة القدم.إي يو (الإنجليزية)
- إديسون خيمينيز على موقع ناشيونال فوتبول تيمز (الإنجليزية)
- إديسون خيمينيز على موقع Soccerway.com (الإنجليزية)
- إديسون خيمينيز على موقع عالم كرة القدم.نت (الإنجليزية)